# 강당말강당
강당말강당은 충청북도 음성군 음성읍에 있다. 2004년 8월 9일 음성군의 향토문화유적 제20호로 지정되었다.

## 개요
강당말 강당은 음성읍 사정리 강당말 마을의 강당으로, 조선 후기에 마을회관 부분에 위치하고 있었는데, 동학혁명과 을미의병 당시에 일본군에 의해 마을이 불탈 때 함께 불탔다고 한다. 그 후 1939년 현재의 위치에 복원하였으며, 1997년 중수하였다. 이 건물은 정면 5칸, 측면 2칸의 5량가 납도리구조의 겹처마 팔작지붕집이다.